# Drvena vuna
Drvena vuna je proizvod napravljen od drvenih vlakna povezanih cementom u tanke ploče. Drvena vlakna su iznimno dobar toplinski izolator, te su načinjene od prirodnog i obnovljivog materijala - drveta. Uz sve to, ploče su lagane i jednostavne za rukovanje, te se sve više i češće primjenjuju kao toplinski izolator, pogotovo zbog tog ekološkog aspekta.

## Svojstva
Prešana drvena vlakna povezana cementom kao vezivom tvore drvenu vunu. Takva kombinacija daje kruti proizvod idealan za proizvodnju u obliku ploča. Takve ploče su vrlo lagane, jer sadrže šupljine jer vlakna prilikom izrade ne dosjedaju idealno jedna na drugu. Njihova gustoća najčešće se kreće od 200 do 500 kg/m3 (ovisno o tome koliko ih jako prešamo), a može se postići gustoća od čak 1000 kg/m3 kod tvrdih ploča. Niska gustoća, tj. šupljine koje se nalaze između niti vlakana, omogućavaju joj i dobru paropropusnost. Ima vrlo dobra termoizolacijska svojstva, s obzirom na masu, ali i isto tako, može poslužiti i kao dobar izolator zvuka jer drvena vlakna upijaju određene zvučne valove.
Izrađena je od prirodnog obnovljivog materijala drveta, te se smatra kvalitetnim ekološkim rješenjem koje bi moglo zamijeniti neke druge materijale koji imaju štetan utjecaj na okoliš. Takva prešana drvena vuna, za razliku od suhog neobrađenog drva, teško gori, te se koristi kad je potrebna kvalitetna protupožarna efikasnost. Otporna je i na udarce, no, isto tako, šteti joj duže vremensko izlaganje vlazi.

## Primjena
Drvena se vuna koristi u građevinarskoj industriji kao toplinski izolator. No rijetko se koristi samostalno, nego najčešće u kombinaciji s nekim drugim, boljim izolatorom i to kao vanjska kora. Budući da je kruta i tvrda, te istovremeno lagana i jednostavna za rukovanje i obradu ako je potrebna, primjerice rezanje, njezina primjena kao vanjski pokrov boljeg izolatora je sasvim opravdana. 
Najčešće se proizvodi u obliku "sendvič konstrukcija" gdje se između dva tanka sloja drvene vune, ne deblja od 5 mm, postavlja stiropor, EPS paneli ili neki drugi izolacijski materijal. Postoje i druge kombinacije u kojima se koristi, a ponekad se prilikom same gradnje objekta izravno miješa s cementom i postavlja kao izolator.
Sama rezana drvena vlakna imaju puno širu primjenu od same toplinske izolacije. Zbog niske cijene proizvodnje upotrebljava se svugdje i u velikim količinama ako je potrebno. Koriste se kod pakiranja i transporta robe kao zaštita proizvoda koji se prevozi. Budući da svojim svojstvima apsorbira udarce i vibracije koje nastaju na putu, štite proizvod od razbijanja i oštećenja, a da ga pritom sama ne oštećuju, bilo fizički bilo kemijski. Zbog toga se pomoću drvenih vlakana može transportirati i hrana, primjerice jaja. Koriste se i kao punila umjesto pliša kod "plišanih igračaka" ili za neke druge oblike kojima je potrebno dati formu, a da pritom proizvod ostane lagan i savitljiv.

## Srodni članci
- Toplinska izolacija